# Божко, Александр Иванович
Алекса́ндр Ива́нович Божко́ (8 марта 1915, Грозный — 26 октября 1977, Москва) — советский тяжелоатлет, тренер, двукратный чемпион СССР (1940, 1943), серебряный призёр чемпионата Европы (1947). Заслуженный мастер спорта СССР (1945). Заслуженный тренер СССР. Судья всесоюзной категории (1951). Судья международной категории. Награждён медалью «За боевые заслуги» (1944), орденами Красной Звезды (1949), Красного Знамени (1954) и «Знак Почёта» (1960). 

## Биография
Родился 8 марта 1915 года в Грозном. Начал заниматься тяжёлой атлетикой в Москве под руководством Георгия Тэнно. С середины 1930-х годов был одним из ведущих советских атлетов полутяжёлого веса. В 1937 году выиграл золотую медаль III Летней Рабочей Олимпиады в Антверпене. В 1940 и 1943 годах становился чемпионом СССР.
С 1945 года выступал в средней весовой категории. В 1946 году участвовал в чемпионате мира в Париже, где занял 6-е место. В 1947 году, уступив лишь товарищу по команде Николаю Шатову, стал серебряным призёром чемпионата Европы в Хельсинки. По упражнениям классического троеборья установил 26 рекордов СССР, из которых 5 превышали официальные рекорды Мира.
После завершения своей спортивной карьеры около двадцати лет был главным тренером Вооружённых сил по тяжёлой атлетике. Среди его наиболее известных учеников пятикратный чемпион мира Владимир Стогов. В первой половине 1970-х годов занимался тренерской деятельностью в Румынии. Был также известен как автор нескольких методических пособий по тяжёлой атлетике и гиревому спорту.
Умер 26 октября 1977 года в Москве. Похоронен на Востряковском кладбище.

## Результаты в чемпионатах СССР
| Год  | Город      | Вес. категория | Жим      | Рывок    | Толчок   | Сумма    | Место |
| ---- | ---------- | -------------- | -------- | -------- | -------- | -------- | ----- |
| 1936 | Ленинград  | до 82,5 кг     | 92,5 кг  | 107,5 кг | 137,5 кг | 337,5 кг | 2     |
| 1937 | Тбилиси    | до 82,5 кг     | 95 кг    | 107,5 кг | 150 кг   | 352,5 кг | 3     |
| 1938 | Киев       | до 82,5 кг     | 102,5 кг | 110 кг   | 150 кг   | 362,5 кг | 2     |
| 1939 | Харьков    | до 82,5 кг     | 102,5 кг | 115 кг   | 155 кг   | 372,5 кг | 2     |
| 1940 | Минск      | до 82,5 кг     | 105 кг   | 117,5 кг | 157,5 кг | 380 кг   | 1     |
| 1943 | Горький    | до 82,5 кг     | 102,5 кг | 110 кг   | 140 кг   | 352,5 кг | 1     |
| 1944 | Киев       | до 82,5 кг     | 110 кг   | 115 кг   | 135 кг   | 360 кг   | 2     |
| 1945 | Свердловск | до 75 кг       | 100 кг   | 110 кг   | 140 кг   | 350 кг   | 2     |
| 1946 | Рига       | до 82,5 кг     | 110 кг   | 117,5 кг | 157,5 кг | 385 кг   | 2     |
| 1947 | Москва     | до 75 кг       | 105 кг   | 107,5 кг | 145 кг   | 357,5 кг | 2     |

## Награды
- Орден «Знак Почёта» (16.09.1960) — за успешные выступления в XVII летних и VIII зимних Олимпийских играх 1960 года, а также за выдающиеся спортивные достижения[2]